# Vuelo 2120 de Nigeria Airways
El vuelo 2120 de Nigeria Airways se refiere a un Douglas DC-8-61 que se estrelló en el Aeropuerto Internacional Rey Abdulaziz de La Meca, el 11 de julio de 1991, acabando con la vida de los 261 ocupantes de la aeronave.
Hasta el momento, el accidente sigue siendo el más mortífero que implica un Douglas DC-8 por encima del vuelo 1285 de Arrow Air en 1985, el peor accidente provocado por una aeronave canadiense y también por una línea aérea nigeriana, así como el segundo más mortífero que tiene lugar en Arabia Saudita, superado por el vuelo 163 de Saudia, el cual sufrió un incendio que se originó en la bodega de carga trasera que mató a las 301 personas a bordo en 1980, ya que no se pudieron abrir las puertas para la evacuación.
Fue el desastre aéreo más grave de 1991.

## Aeronave
El avión implicado en el accidente era un Douglas DC-8-61 de 23 años y 4 meses, registro C-GMXQ, fue construida en marzo de 1968 y se la dio primero a la aerolínea estadounidense Eastern Airlines con su registro como N8769, en marzo de 1970 fue arrendado a Japan Airlines hasta que en septiembre de 1972 fue vendida a la misma en su totalidad y se registró como JA8057, luego, en junio de 1984 fue vendida a Capitol Air y se registró como N4582N. Finalmente en diciembre de 1984 fue vendida a la canadiense Nationair y se puso de registro como C-GMXQ, en junio de 1986 Air Algérie arrendó la aeronave de Nationair hasta septiembre de ese mismo año, se sabe que por lo menos 4 aerolíneas diferentes operaron el DC-8 bajo arrendamiento y las cuales son: Sudan Airways (desde inicios de 1988 hasta el 3 de junio de 1988), Hispania Líneas Aéreas (del 3 de junio de 1988 al 6 de julio de 1988), Air Jamaica (de fecha desconocida de 1989 a fecha desconocida de 1989) y Nigeria Airways (desde los primeros día de julio de 1991 hasta el accidente), que a su vez se había sub-arrendado a otra compañía para el transporte de peregrinos nigerianos desde Nigeria y hacia La Meca, Arabia Saudita. La aeronave lleva 49.000 horas de vuelo y estaba propulsada por 4 motores Pratt & Whitney J57.

## Accidente
La aeronave partió del Aeropuerto Internacional Rey Abdulaziz con destino al Aeropuerto Internacional Sadiq Abubakar III. Los problemas fueron reportados poco después de despegar. La tripulación intentó regresar al aeropuerto de partida para un aterrizaje de emergencia, pero el avión se incendió y se estrelló fuera de la pista. Los 261 ocupantes a bordo, de los cuales 247 eran pasajeros, murieron en el accidente.

## Tripulación
La componía el capitán William Allan de 47 años quien era expiloto de la Fuerza Aérea de Canadá, quien acumulaba 11 000 horas de vuelo. Lo acompañaba el primer oficial Kent Davidge de 36 años, de quien acumulaba 8 000 horas de vuelo y también por el ingeniero de vuelo Victor Fehr de 46 años, quien acumulaba 7 500 horas de vuelo. De resto estaban: Aldo Tettamanti (ejecutivo gerente de proyectos), Jean Paul Phillipe (mecánico de vuelo) y 11 sobrecargos.

## Causas
Antes de la salida, el mecánico principal había notado que «la presión de los neumáticos n.° 2 y n.° 4 estaba por debajo del mínimo para el despacho del vuelo», e intentó inflarlos, pero no había gas nitrógeno disponible. El director del proyecto, que no estaba dispuesto a aceptar un retraso, ignoró el problema y preparó la aeronave para su envío. Mientras la aeronave rodaba, la transferencia de la carga de la llanta n.° 2 desinflada a la llanta n.° 1 en el mismo eje del lado de babor resultó en «sobreflexión, sobrecalentamiento y debilitamiento estructural de la llanta n.° 1». La llanta N.° 1 falló muy temprano en la carrera de despegue, seguida casi inmediatamente por la N.° 2. Este último dejó de girar «por razones no establecidas», y el posterior roce del conjunto de ruedas con la pista generó suficiente calor para iniciar un incendio autosostenido.
La tripulación se dio cuenta de que tenía un problema, pero no de la naturaleza o gravedad del mismo. La aeronave no estaba equipada con sensores de fuego o calor en el conjunto de ruedas. Se grabó al primer oficial Kent Davidge comentando: «Tenemos una rueda pinchada, ¿te imaginas?». Según los miembros de la Junta de Seguridad en el Transporte de Canadá entrevistados para un episodio de Mayday sobre el accidente, los procedimientos estándar con respecto a la falla de los neumáticos durante la carrera de despegue en el DC-8 no incluían rechazar el despegue por fallas en los neumáticos o las ruedas, por lo que el capitán procedió al despegue.
Debido al diseño común de los aviones a reacción, el accidente se hizo inevitable en el momento en que se retrajo el tren de aterrizaje, apenas unos segundos después del despegue y mucho antes de que se hiciera evidente una emergencia. Cuando esto ocurrió, el caucho quemado se acercó a los componentes del sistema hidráulico y eléctrico, lo que provocó la falla de los sistemas hidráulico y de presurización que provocó daños estructurales y la pérdida de control de la aeronave. La Junta de Seguridad en el Transporte concluyó más tarde que «si la tripulación hubiera dejado el tren de aterrizaje extendido, el accidente podría haberse evitado». Combustible, «probablemente introducido como resultado del “quemado” del tanque de combustible central», intensificó el fuego, que finalmente consumió el piso de la cabina. Las personas comenzaron a caerse del avión cuando los arneses de sus asientos se quemaron. A pesar de la considerable destrucción de la estructura del avión, el avión parecía haber sido controlable hasta justo antes del accidente. 
La investigación descubrió que los mecánicos sabían de los neumáticos desinflados desde el 7 de julio, pero que el director del proyecto, al carecer de la formación pertinente para tomar una decisión informada, había impedido el mantenimiento de los neumáticos porque la aeronave estaba retrasada, lo que les exigió registrar falsos lecturas de presión en el registro para que la aeronave parezca estar en condiciones de volar. Esto significaba que los ejecutivos de Nationair Canada habían presionado a los equipos de la tripulación de cabina para que ocultaran información que tenía serias implicaciones de seguridad.

## Secuelas
Poco después del accidente, un grupo de asistentes de vuelo de Nationair Canada con sede en Toronto reunió fondos para crear una placa conmemorativa, inscrita con los nombres de las víctimas. El monumento, completo con un cerezo plantado para conmemorar a sus compañeros que murieron en Yeda, recibió un hogar permanente en la oficina central de la Autoridad de Aeropuertos del Gran Toronto.
El accidente aéreo, combinado con la mala reputación de Nationair Canadá por el servicio a tiempo y los problemas mecánicos, generó serios problemas con la imagen pública y la confiabilidad entre los operadores turísticos. Estas dificultades se agravaron cuando Nationair Canadá despidió a sus asistentes de vuelo sindicalizados y procedió a reemplazarlos con rompehuelgas el 19 de noviembre de 1991. El cierre patronal duró 15 meses y cuando finalizó a principios de 1993, Nationair Canada se encontraba en graves apuros financieros. En ese momento, Nationair Canadá le debía al gobierno canadiense millones de dólares en tarifas de aterrizaje impagas. Los acreedores comenzaron a incautar aviones y exigieron efectivo por adelantado por los servicios. La empresa se declaró en quiebra en mayo de 1993 y debía 75 millones de dólares canadienses. 
En 1997, Robert Obadia, propietario de Nationair Canadá y su empresa matriz Nolisair, se declaró culpable de ocho cargos de fraude en relación con las actividades de la empresa, por su parte Nigeria Airways a pesar de los problemas económicos que comenzaron desde los 80 a causa de la corrupción y mal manejo de la administración, siguió operando hasta su cierre definitivo en 2003.

## Dramatización
El accidente es presentado en la undécima temporada del programa canadiense Mayday: catástrofes aéreas, en el episodio titulado «Infierno en el desierto».

## Galería

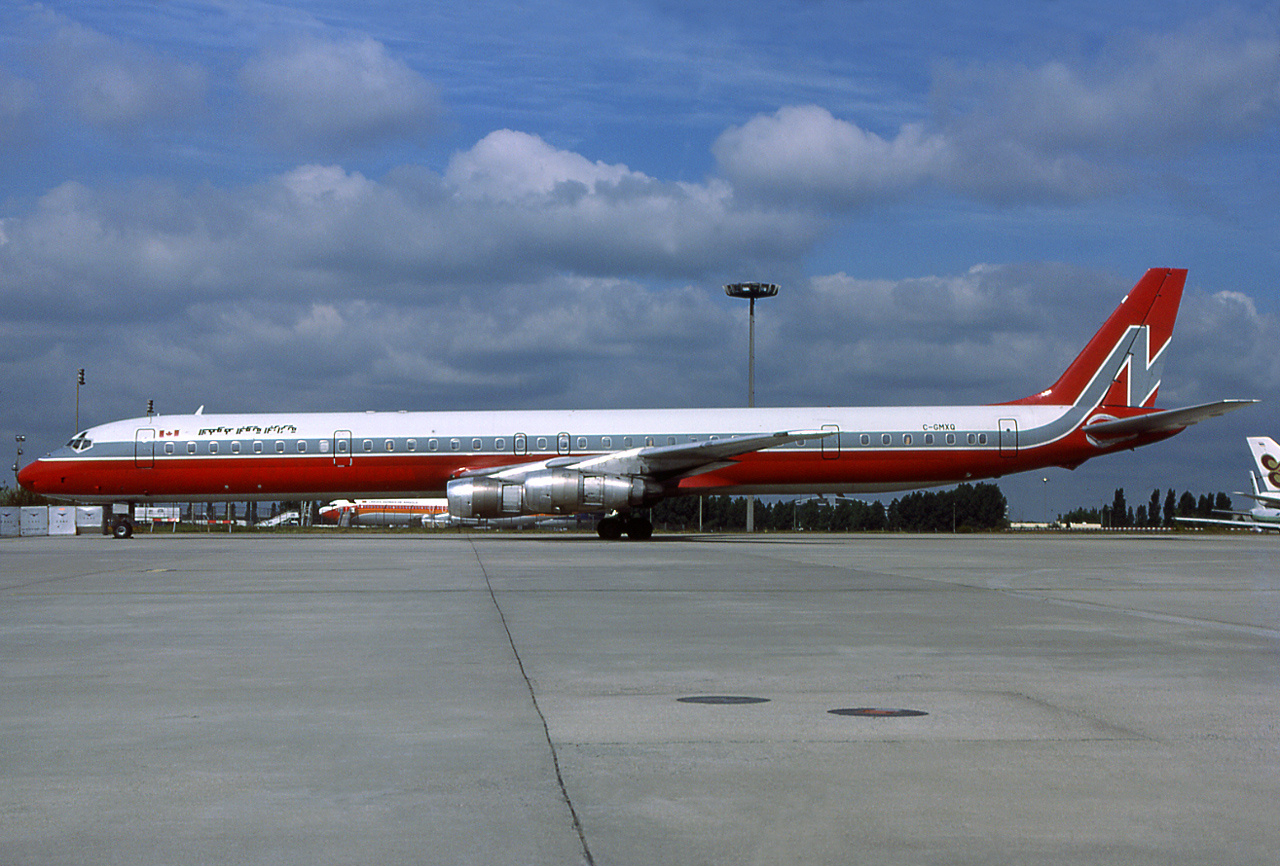
El avion involucrado en el accidente en junio de 1986, fotografiado con una librea anterior.
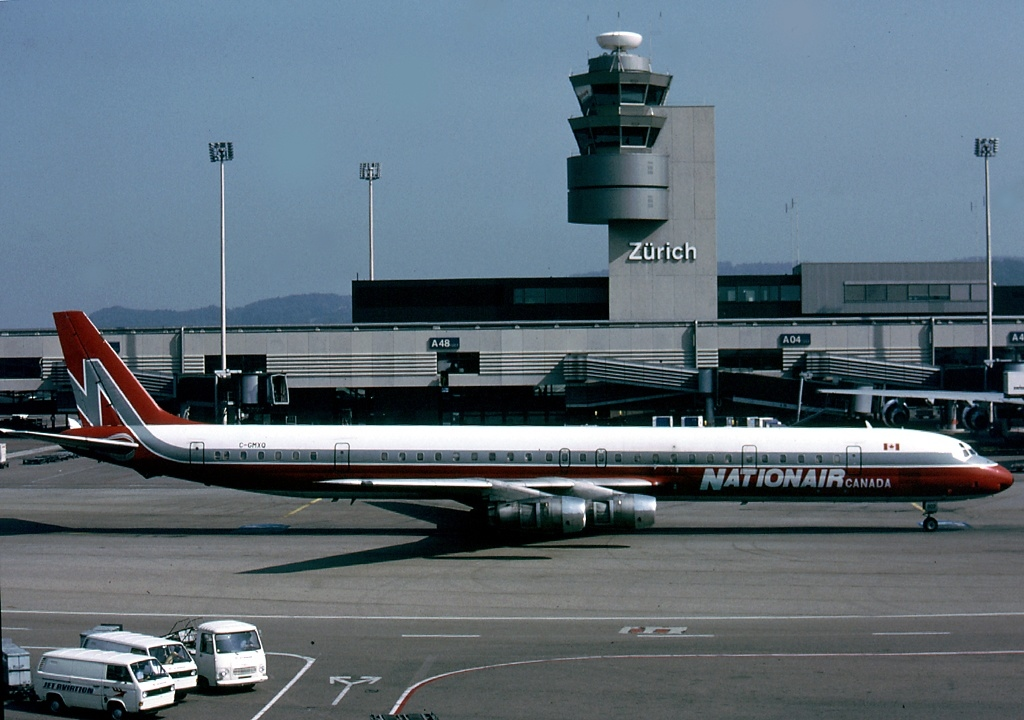
El avion involucrado en el accidente fotografiado en junio de 1988.